# Oleh Kusnezow
Oleh Wolodymyrowytsch Kusnezow  (ukrainisch Олег Володимирович Кузнєцов, russisch Олег Владимирович Кузнецов; * 22. März 1963 in Magdeburg) ist ein ehemaliger sowjetisch-ukrainischer Fußballspieler und heutiger -trainer.

## Werdegang
Kusnezow wurde in Magdeburg in der DDR als Sohn eines dort stationierten Soldaten der Roten Armee geboren. Er begann seine Karriere als Fußballspieler 1981 in der Jugendmannschaft von Desna Tschernihiw. Von 1983 bis 1990 spielte er für Dynamo Kiew, dem damals erfolgreichsten Verein der Sowjetunion. Mit Dynamo wurde Kusnezow 1985, 1986 und 1990 sowjetischer Meister sowie 1985, 1987 und 1990 sowjetischer Pokalsieger. In der Saison 1985/1986 gewann er mit seiner Mannschaft auch den Europapokal der Pokalsieger.
Für die Sowjetische Nationalmannschaft spielte Kusnezow 63-mal (inklusive GUS-Auswahl) und erzielte ein Tor. Er nahm an den Weltmeisterschaften von 1986 und 1990 teil. An der Europameisterschaft 1988 stand er mit der sowjetischen Mannschaft im Finale gegen den späteren Europameister Niederlande.
Im September 1990 wechselte Kusnezow nach Schottland zu Glasgow Rangers. Bereits im zweiten Spiel für diesen Verein erlitt er einen Kreuzbandriss. Zwar gelang ihm trotz seiner Verletzung der Weg zurück in die erste Mannschaft, er blieb in den nächsten Jahren aber nur Reservespieler. 1994 wechselte Kusnezow nach Israel zu Maccabi Haifa, nach einer Saison kehrte er in die Ukraine zurück und beendete seine Profi-Karriere 1997 bei FK ZSKA-Borysfen Kiew.
Bei der Europameisterschaft in Schweden 1992 spielte Kusnezow für das Team der GUS, für die Ukrainische Fußballnationalmannschaft absolvierte er zwischen 1992 und 1994 drei Spiele.
Seine Trainer-Karriere begann Kusnezow als Assistenztrainer, zunächst bei ZSKA Kiew, dann bei Dynamo Kiew. Seit einigen Jahren gehört er dem Trainerstab der ukrainischen Nationalmannschaft an und nahm 2006 auch an der Weltmeisterschaft in Deutschland teil. Aktuell trainiert er die ukrainische U18-Nationalmannschaft.

## Erfolge
- Sowjetischer Meister: 1985, 1986, 1990
- Sowjetischer Pokalsieger: 1984/85, 1986/87, 1989/90
- Sowjetischer Supercupsieger: 1985, 1986
- Europapokalsieger der Pokalsieger: 1985/86
- Schottischer Meister: 1989/90, 1990/91, 1991/92, 1992/93, 1993/94
- Schottischer Pokalsieger: 1991/92, 1992/93
- Schottischer Ligapokalsieger: 1990/91, 1992/93, 1993/94
- Israelischer Pokalsieger: 1994/95
- Israelischer Ligapokalsieger: 1993/94